# Hycleus argentata
Hycleus argentata es una especie de coleóptero de la familia Meloidae.

## Distribución geográfica
Habita en Egipto, Mozambique y Senegal.